# Michelsbühlhöhe
Das Gebiet Michelsbühlhöhe ist ein mit Verordnung vom 25. September 1940 ausgewiesenes Landschaftsschutzgebiet (LSG-Nummer 4.37.010) im Gebiet der baden-württembergischen Stadt Bad Saulgau im Landkreis Sigmaringen in Deutschland.

## Lage
Das rund drei Hektar große Schutzgebiet „Michelsbühlhöhe“ liegt rund fünfeinhalb Kilometer südwestlich der Bad Saulgauer Stadtmitte, nördlich des Stadtteils Heratskirch, auf einer Höhe von bis zu 686 m ü. NHN.